# Working with Fire and Steel – Possible Pop Songs Volume Two
Working with Fire and Steel – Possible Pop Songs Volume Two är China Crisis andra studioalbum, utgivet på Virgin Records 1983. Låten "Wishful Thinking" blev en hit.

## Låtlista
Samtliga låtar är skrivna av Gary Daly och Eddie Lundon.
1. "Working with Fire and Steel" – 3:41
2. "When the Piper Calls" – 4:04
3. "Hanna Hanna" – 3:29
4. "Animals in Jungles" – 3:40
5. "Here Come a Raincloud" – 4:16
6. "Wishful Thinking" – 4:42
7. "Tragedy and Mystery" – 4:03
8. "Papua" – 3:36
9. "The Gates of Door to Door" – 4:16
10. "The Soul Awakening" – 4:36

## Medverkande
- Gary Daly - sång, synthesizer
- Eddie Lundon - gitarr, sång
- Gary "Gazza" Johnson - elbas
- Kevin Wilkinson - trummor, percussion
- Steve Levy - oboe, saxofon
- Gary Barnacle - flöjt